# Veisiejai
Veisiejai (in lingua tedesca: Wiejsieje) è una città situata nel comune distrettuale di Lazdijai, nella Lituania meridionale, a 11 km a sud-est dall'omonimo capoluogo. Veisiejai è il luogo in cui fu concepita la lingua artificiale esperanto.
Il principale luogo religioso del centro abitato è la chiesa di San Giorgio, risalente al 1817; la città è inoltre fornita di un'antica tenuta con parco, una sinagoga in legno, una scuola superiore, l'asilo Ąžuoliukas, un ufficio postale, un museo e monumenti dedicati al compositore J. Neimontas e all'ideatore dell'esperanto, Ludwik Lejzer Zamenhof.
Nei pressi di Veisiejai si trovano vari laghi e bacini d'acqua. Il più grande di questi, il lago Ančia, divide la città in due parti; a est si trova il lago Snaigynas, a nord il lago Vernijis; a sud-ovest il lago Veisiejis, da cui proviene il nome della città.